# Большое Кричино
Большое Кричино — село в Дмитровском районе Орловской области. Входит в состав Домаховского сельского поселения.

## География
Расположено в 17 км к западу от Дмитровска на реке Расторог, притоке Неруссы. Высота над уровнем моря 197 м.

## История
На левом берегу реки Неруссы, в 1,5 км от села расположено селище, относящееся к IX—X и XII—XIII векам.
Впервые Б. Кричино упоминается в исторических документах в связи с проездом через него в 1670-х годах в Москву гетмана украинского посольства Л. А. Полуботки.
По переписи 1711 года село отнесено к дворцовому ведомству. В это время здесь действовала церковь святого Георгия. Был поп Кирилл Григорьев 43 лет, попадья Ефимия Иванова 40 лет; дьячок, брат попа, Варфоломей Григорьев 48 лет, дьячок Потап Карпов 30 лет.
В 1763 году в селе проживало 121 душ мужского пола и 118 — женского. В 1796 году уже было 185 мужчин и 174 женщины; и трое мужчин и две женщины — малороссияне.
В апреле 1797 году указом Павла I Федору Андреевичу Афросимову в селе Б. Кричино были пожалованы 47 семей крестьян — 185 душ мужского пола, а в деревне Воронино — 4 семьи: 15 душ мужского пола и на каждую ревизскую душу «учинить нарезку в 15 десятин», а также пожаловали две ранее отдаваемые в оброк мельницы. Федор Андреевич был полковником гвардии конного полка.
К 1845 году село вместе с крестьянами переходит к сыну Ф.А. Афросимова — Борису Федоровичу. Ему в селе принадлежали 223 душ мужского пола; 232 — женского; 700 десятин земли; три мельницы; маслобойня.
В 1849 году из Б-Кричино в Чувардино была перевезена семья Иванова, а крестьянину Андрею Игнатову барин разрешил жить в д. Воронино в зятьях. В эти годы в селе проживали семьи Игнатовых, Ивановых, Савиных, Григорьевых, Яковлевых, Касьминых, Васильевых, Макаровых, Матвеевых. Можно заметить, что все крестьянские фамилии от мужских имён.
В 1850 году в селе проживала семья дворцовых крестьян Новосельцевых из 5 мужчин и 4 женщин. Егор Васильевич Новосельцев в 1840 г. отдал сына Василия Большого по набору в рекруты, сына Василия Меньшого по найму, то есть кто-то из очередников купил рекрута за себя. Можно было попасть в рекруты и по суду, и по наказанию.
В 1850 году в Б-Кричино было начато строительство новой каменной церкви на средства Б. Ф. Афросимова.
В 1860 году в селе жили 163 мужчины и 158 женщин. В январе того же года в селе произошло событие, о котором написали «Орловские губернские ведомости». Крестьянка Авдотья Троекурова 22 января 1860 года родила тройню: двух сыновей и одну дочь.
В ходе крестьянской реформы 1861 года была создана Большекричинская волость с административным центром в Б. Кричино.
В 1893 году внуку Б. Ф. Афросимова Александру Алексеевичу принадлежал конный завод. На заводе разводили рысистых лошадей и тяжеловозов. В 1893 г. на заводе стояло 20 маток, 1 производитель и 20 жеребят.
В 1904 году в селе проживало 61 семья: 214 мужчин, 203 женщины; работников — 98 мужчин, 102 женщины. Грамотных — 40 мужчин, 4 женщины. Промыслами занимались 37 семей: местными — 27 мужчин, 11 женщин; отхожими — 23 мужчины, 47 женщин. Лошадей имели 60 хозяев, безлошадных было — 23 хозяина; 1 лошадь имели 23 семьи, по две лошади — 11 семей; по три лошади — 2 семьи; по 4 лошади — две семьи. Овец было 157, свиней — 55, крупного рогатого скота — 185; без крупного рогатого скота — 14 семей, без скота — 11 семей.
Число надельных душ — 145. Размер надела на двор — 6,1 десятины; на душу — 1,1 десятины.
13 января 1919 года председатель Б-Кричинского совета посылал телеграмму В. И. Ленину от имени граждан с. Б-Кричино с просьбой возвратить местного священника, мобилизованного в тыловое ополчение. Просьба была удовлетворена.
В 1926 году в селе было 101 хозяйство; 243 мужчины, 268 женщин; 2-хгодичная сельскохозяйственная школа. С 1928 года село — в составе Дмитровского района.

## Храм Георгия Победоносца
В середине 1860-х годов в Георгиевском храме служил священник Павел Орлов. В начале 1865 года его дочь Екатерина заняла место священника в Покровском храме села Асламово Елецкого уезда.

## Население
| 1866 | 1877 | 1926 | 1979 | 2002 | 2010 |
| ---- | ---- | ---- | ---- | ---- | ---- |
| 321  | ↗329 | ↗511 | ↘245 | ↘207 | ↘166 |

## Транспорт
Через село проходит автодорога Дмитровск — Комаричи.